# Ivan Vinický
Ivan Vinický (* 14. června 1955) je český politik, od roku 2002 starosta obce Bystřany na Teplicku, bývalý člen hnutí NEZ, strany Národní socialisté, SPO, ČSSD a hnutí PRO Zdraví, nyní člen ČSSD.

## Život
Ivan Vinický žije v obci Bystřany na Teplicku.

## Politická kariéra
V komunálních volbách v roce 2002 byl zvolen zastupitelem obce Bystřany, když jako člen hnutí NEZÁVISLÍ vedl kandidátku tohoto hnutí. Mandát zastupitele obce pak obhájil ve volbách v letech 2006 (člen NEZ, lídr kandidátky), 2010 (člen ČSSD, lídr kandidátky) a 2014 (člen ČSSD, lídr kandidátky). Také v komunálních volbách v roce 2018 byl opět lídrem kandidátky ČSSD a byl zvolen zastupitelem obce. V říjnu 2018 byl opět zvolen starostou obce. Rovněž ve volbách v roce 2022 byl zvolen zastupitelem obce, tentokrát ale jako lídr kandidátky a člen hnutí Zdraví Sport Prosperita.
V krajských volbách v roce 2004 kandidoval za hnutí NEZÁVISLÍ do Zastupitelstva Ústeckého kraje, ale neuspěl. Nepodařilo se mu to ani ve volbách v roce 2012 za Národní socialisty - levici 21. století.
Třikrát neúspěšně kandidoval v Ústeckém kraji do Poslanecké sněmovny PČR, a to v letech 2006 (člen hnutí NEZÁVISLÍ), 2010 (člen ČSSD) a 2013 (člen SPO).
Ve volbách do Senátu PČR v roce 2018 kandidoval za ČSSD v obvodu č. 32 – Teplice. Se ziskem 4,38 % hlasů skončil na 6. místě.
Ve volbách do Senátu PČR v roce 2024 kandidoval jako člen ČSSD v obvodu č. 32 – Teplice. Se ziskem 2,22 % hlasů skončil na posledním 6. místě a senátorem se tak nestal.
Ve sněmovních volbách v roce 2025 kandiduje na 2. místě kandidátní listiny ČSSD v Ústeckém kraji.